# 安昌镇
安昌镇，是中华人民共和国四川省绵阳市北川羌族自治县曾经下辖的一个镇。2019年12月，撤销安昌镇，将其所属行政区域划归永昌镇管辖。

## 沿革
安昌镇是中國四川安县历史上的县城。
由于北川县的县城曲山镇在汶川大地震大地震中被毁，2009年2月1日，中国民政部同意将安县的安昌镇、永安镇、黄土镇的常乐、红岩、顺义、红旗、温泉、东鱼6个村划归北川羌族自治县管辖，北川羌族自治县人民政府驻地由曲山镇迁至安昌镇与永安镇之间的永昌鎮，名称来源于永安镇和安昌镇之间的特殊地理位置，同时也是祝福这座县城的人民永远繁荣昌盛。由时任中共中央总书记、国家主席胡锦涛亲自定名为永昌镇。此镇距北川旧县城20公里左右。
此次调整后，安县面积减少215平方千米、人口减少7.8万余人。

## 行政区划
安昌镇撤销前下辖以下地区：
金霞社区、圣灯社区、竹林社区、彩虹社区、鼓楼村、沙金村、开茂村、福田村、裕清村、北山村、翼泉村、双福村、川主村、纳溪村、蔬菜村、群联村、宝林村、南丰村、东升村、双龙村、高安村、建国村、石梯村和金龟村。